# Campagna francese nel Baden-Württemberg
La campagna francese nel Baden-Württemberg si svolse nell'aprile 1945, durante i più vasti eventi dell'invasione alleata della Germania nella seconda guerra mondiale. La campagna rappresentò il principale contributo delle forze del ricostituito Governo provvisorio della Repubblica francese alla sconfitta finale della Germania nazista, e fu portata avanti dalla 1re armée francese del generale Jean de Lattre de Tassigny con l'appoggio del VI Corps statunitense del generale Edward H. Brooks.
La campagna prese il via subito dopo il passaggio del Reno da parte delle forze francesi, avvenuto il 31 marzo 1945 sulla scia di quanto fatto dai reparti statunitensi i giorni prima. Secondo i piani del generale Jacob Devers, comandante del Sixth United States Army Group e responsabile delle operazioni belliche alleate nella Germania meridionale, il VI Corps di Brooks doveva manovrare a oriente di Stoccarda per tagliare fuori le forze tedesche schierate sul massiccio della Foresta Nera, chiudendole in una sacca che sarebbe poi stata rastrellata dalle forze francesi. Approfittando del ritardo accumulato dalle truppe di Brooks a seguito della battaglia di Heilbronn, tuttavia, de Tassigny decise di mettere in atto un piano più ampio per le forze francesi, comprendente una manovra di doppio accerchiamento delle unità tedesche a Stoccarda e nel sud della Foresta Nera, senza aspettare il posizionamento delle truppe statunitensi; la mossa rispondeva anche ai desideri politici del governo francese, intenzionato più che mai a occupare quanto più terreno tedesco possibile al fine di ottenere, per questioni di prestigio nazionale, un'adeguata zona di occupazione in Germania al pari degli altri Alleati.
La manovra di de Tassigny riuscì perfettamente: le truppe della 19. Armee tedesca schierata nel Baden-Württemberg furono chiuse dai reparti francesi in alcune grandi sacche e quindi eliminate, consentendo alla 1re armée di occupare l'intera regione a nord del confine tra Germania e Svizzera e di assicurarsi un corridoio per la prosecuzione delle sue operazioni in direzione dell'Austria occidentale. La mossa autonoma di de Tassigny generò tuttavia attriti con il suo superiore Devers, tradottisi anche in contrasti politici tra i governi statunitense e francese circa il controllo della zona di Stoccarda; la soluzione di questi ultimi fu raggiunta solo nel luglio 1945, quando i confini della zona di occupazione spettante ai francesi furono definiti dai governi alleati.

## Antefatti

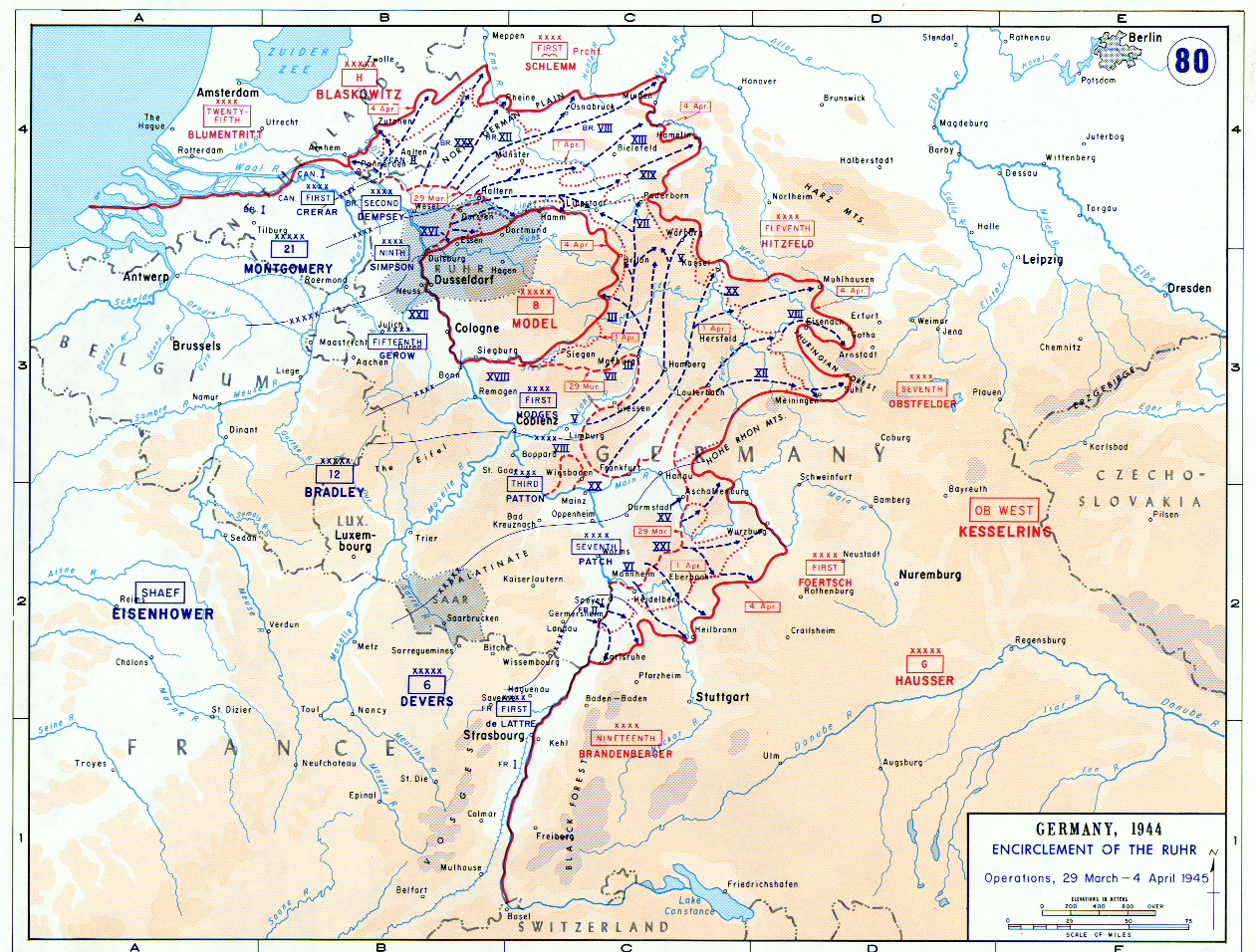
Carta della Germania occidentale con indicate le operazioni degli Alleati tra il 29 marzo e il 4 aprile 1945

Alla fine di marzo 1945, il Sixth United States Army Group franco-statunitense del generale Jacob Devers presidiava il tratto meridionale del fronte occidentale lungo il basso corso del fiume Reno, ed era pronto a prendere parte alle offensive finali degli Alleati verso il cuore della Germania nazista. L'ala sinistra del gruppo d'armate, rappresentata dalla Seventh United States Army del generale Alexander Patch, passò il fiume per prima il 26 marzo nella zona di Worms, aprendosi poi a ventaglio per avanzare in direzione sud-est alla volta della Germania meridionale; nel frattempo l'ala destra, rappresentata dalla 1re armée francese del generale Jean de Lattre de Tassigny, attendeva il suo turno più a sud schierata lungo il tratto del Reno che segnava il confine tra Francia e Germania.
La partecipazione delle forze francesi alle campagne finali per l'eliminazione della Germania nazista era una questione non solo legata a esigenze militari ma anche a valutazioni di ordine politico. Dopo aver completato la liberazione di gran parte della regione francese dell'Alsazia nel corso della campagna della "sacca di Colmar" nel gennaio-febbraio 1945, le forze di de Tassigny non erano più state impiegate in altre grandi offensive salvo che per la partecipazione di un contingente ridotto alla più ampia operazione Undertone del marzo 1945, che aveva visto la Seventh Army di Patch occupare le regioni tedesche della Saarland e del Palatinato in vista del successivo attraversamento del Reno. Questa inattività era vista con fastidio dalle autorità del Governo provvisorio della Repubblica francese, in particolare perché Parigi faticava a farsi riconoscere un ruolo alla pari con le principali potenze degli Alleati: una questione di orgoglio nazionale, visto che la nazione cercava quantomai un riscatto dalla precedente sconfitta per mano tedesca del giugno 1940 e dalla conseguente occupazione tedesca della Francia. In questo quadro, i francesi avevano dovuto faticare non poco per vedersi riconosciuto dalle altre potenze alleate il diritto di partecipare alla futura occupazione postbellica della Germania e di stabilire una propria autonoma zona di occupazione sul suolo tedesco, diritto infine accordato nel corso della conferenza di Jalta del febbraio 1945 ma solo tramite la cessione di territori precedentemente assegnati alle future zone di occupazione britannica e statunitense. Per dare forza a queste pretese (e mettere eventualmente gli alleati davanti al fatto compiuto), era però necessario che truppe francesi si insediassero stabilmente sulla più ampia estensione possibile di territorio nella Germania meridionale: in un telegramma del 29 marzo, il presidente francese Charles de Gaulle invitava de Tassigny ad «attraversare il Reno, anche se gli americani non sono d'accordo e anche se bisogna attraversarlo in barca a remi. È una questione del massimo interesse nazionale».

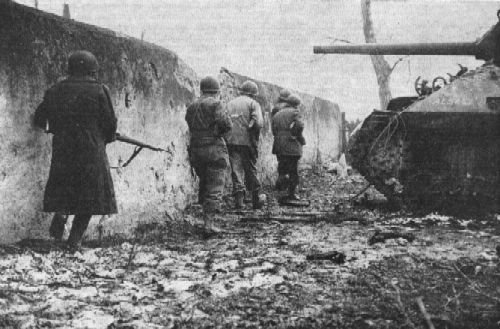
Truppe e carri francesi a Ostheim durante i combattimenti per la liberazione dell'Alsazia nel gennaio 1945

Il 27 marzo de Tassigny si recò al quartier generale del Sixth Army Group a Phalsbourg per conferire con Devers. Il settore tenuto al momento della 1re armée francese era interamente fronteggiato dall'altro lato del Reno dalle fortificazioni della "Linea Sigfrido" tedesca, rendendo molto difficile pensare di attraversare il fiume in questa zona; ma de Tassigny avevano notato che l'attraversamento degli statunitensi a Worms era avvenuto all'estremità settentrionale del fronte della Seventh Army, e il francese chiese quindi che il settore di competenza dell'armata di Patch fosse ridotto sulla sua ala meridionale al fine di cedere alla 1re armée alcuni siti di attraversamento nel Palatinato, in modo da passare il Reno in un punto sgombro dalle fortificazioni della Linea Sigfrido. Devers si disse d'accordo, e la linea di demarcazione tra la Seventh Army e la 1re armée fu quindi cambiata estendendo il fronte dei francesi fino alla zona di Spira; secondo i nuovi piani, de Tassigny doveva portare sull'altra sponda del Reno almeno un corpo d'armata con due divisioni di fanteria e una corazzata, per poi avanzare verso sud alla volta di Karlsruhe, Pforzheim e Stoccarda. La manovra rientrava in un più vasto piano assegnato all'intero Sixth Army Group, volto ad accerchiare le forze tedesche schierate nel settore meridionale del fronte in modo da impedire loro di ripiegare verso posizioni più facilmente difendibili nelle Alpi austriache e bavaresi: in questo senso, la Seventh Army di Patch avrebbe attaccato verso sud-est in direzione della Baviera in modo da tagliare fuori i tedeschi nella regione della Foresta Nera, la cui eliminazione finale sarebbe spettata alla 1re armée di de Tassigny.
Nelle prime ore del 31 marzo, le avanguardie di due divisioni di fanteria del 2e corps d'armée del generale Joseph de Goislard de Monsabert passarono il Reno nei dintorni di Spira e a Germersheim più a sud; il 1º aprile gli statunitensi aprirono ai mezzi corazzati francesi l'uso del ponte da loro gettato sul Reno a Mannheim per rinforzare più rapidamente la testa di ponte stabilita dalle forze di de Monsabert, mentre il 2 aprile un terzo attraversamento del fiume fu portato a termine da una terza divisione di fanteria nella zona di Leimersheim, a metà strada tra Germersheim e Karlsruhe. La notizia che le prime avanguardie del VI Corps statunitense, l'ala sinistra della Seventh Army, erano entrate per errore nel settore affidato dalle forze francesi impensierì de Tassigny e lo spinse a incrementare il ritmo dell'avanzata, per evitare che i suoi obiettivi più importanti fossero occupati per primi dagli alleati: dopo alcuni duri combattimenti con le unità tedesche schierate sul Reno, la mattina del 4 aprile i reparti francesi si assicurarono il controllo di Karlsruhe mentre altre avanguardie si spingevano a est della città occupando Eppingen. Il successivo obiettivo dei francesi divenne quindi Stoccarda, importante centro industriale e capitale regionale del Württemberg.

## Forze in campo

### Alleati

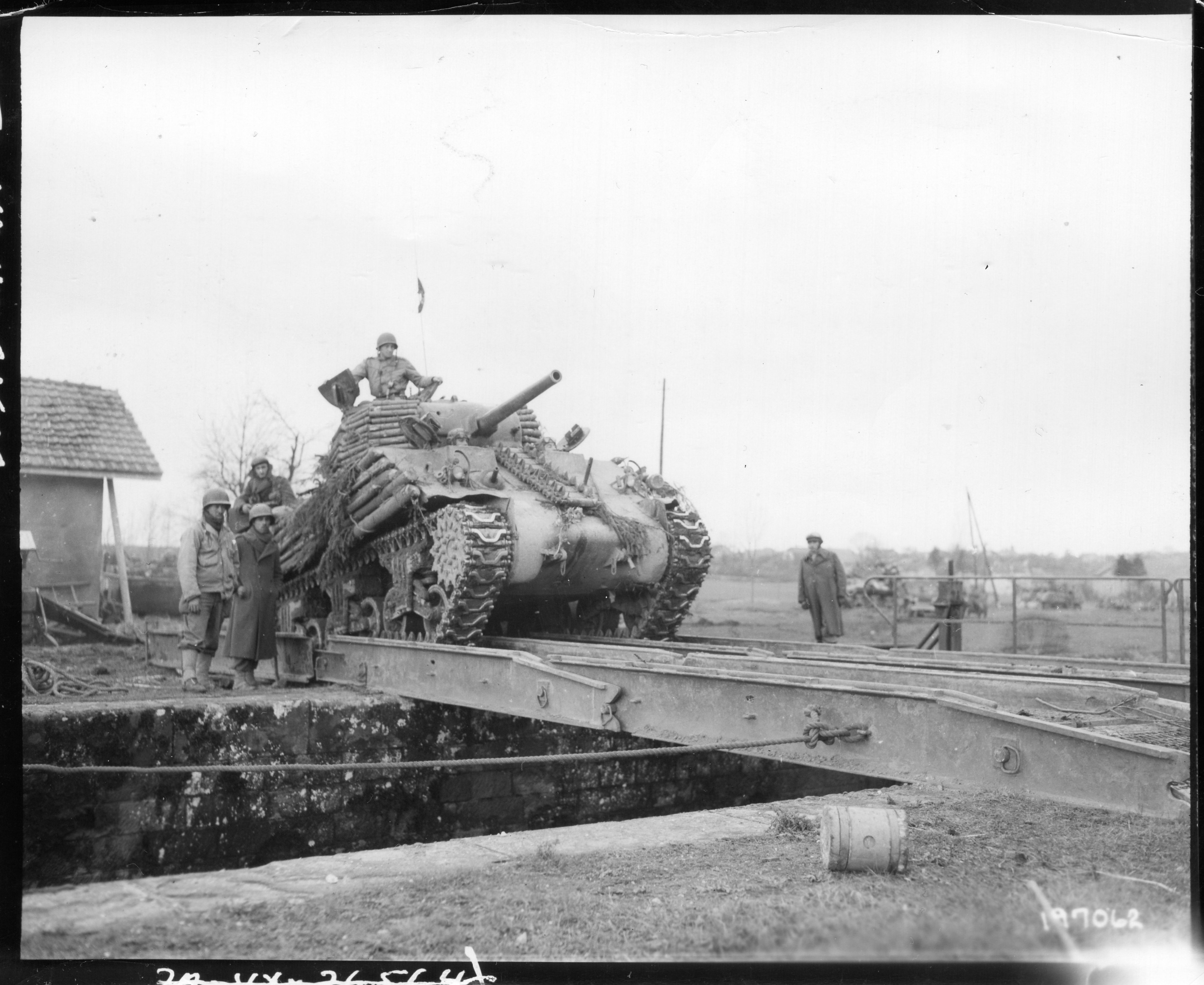
Un carro M4 Sherman della 5e DB francese in movimento nel novembre 1944; le divisioni corazzate della 1re armée erano non solo equipaggiate ma anche organizzate come le loro omologhe statunitensi.

Le forze francesi dell'aprile 1945 erano un miscuglio piuttosto eterogeneo di veterani delle unità della "Francia libera" in azione sin dal 1940, di truppe coloniali reclutate nei possedimenti del Nordafrica francese rioccupati nel 1942-1943, di ex partigiani delle Forces françaises de l'intérieur convertiti in reparti regolari dopo la liberazione della Francia nel 1944 e infine di coscritti di leva richiamati alle armi dal riorganizzato Governo provvisorio francese; armi, veicoli ed equipaggiamenti in dotazione erano quasi interamente di origine statunitense, provenienti dalle cessioni del programma Lend-Lease. Al momento dell'offensiva nel sud della Germania la 1re armée poteva contare su due divisioni corazzate e sette divisioni di fanteria: dopo il passaggio del Reno il 2e corps d'armée di de Monsabert schierava sulla sponda orientale del fiume la 3e division d'infanterie algérienne (in sigla 3e DIA), la 2e division d'infanterie marocaine (2e DIM) e la 9e division d'infanterie coloniale (9e DIC), mentre i carri armati della 5e division blindée (5e DB) fornivano il necessario supporto corazzato. Rimasto sulla sponda occidentale del Reno, il 1er corps d'armée del generale Antoine Béthouart schierava invece le esperte 1re division motorisée d'infanterie (1re DMI) e 4e division marocaine de montagne (4e DMM) e le recentemente create 1re division d'infanterie (1re DI) e 14e division d'infanterie (14e DI), oltre ai carri della 1re division blindée (1re DB); sovraesteso in modo da coprire l'intera estensione del precedente fronte della 1re armée in Alsazia, il corpo di Béthouart manteneva l'attenzione dei tedeschi sferrando incursioni mordi-e-fuggi oltre il corso del Reno, ma tenendo la 4e DMM pronta a sfruttare ogni opportunità per passare il fiume nel settore meridionale del fronte nella zona compresa tra Kembs e Basilea. La 1re armée disponeva poi di una serie di unità d'appoggio più piccole, tra cui sedici gruppi di artiglieria, quattro gruppi di goumier marocchini, tre gruppi di truppe d'assalto, una brigata di cavalleria corazzata e alcuni reggimenti autonomi di cacciacarri; il 1er corps aérien français forniva supporto aereo all'armata con una forza di due squadroni di caccia e due di bombardieri.
Secondo il piano generale stilato dal generale Devers, l'attacco della 1re armée in direzione sud verso Stoccarda doveva essere attentamente coordinato con le manovre dell'ala destra della Seventh Army di Patch, rappresentata dal VI Corps del generale Edward H. Brooks: l'unità era in marcia dalla zona di Mannheim verso Heidelberg e quindi Heilbronn, dove contava di superare rapidamente l'ostacolo rappresentato dalla serpeggiante valle del fiume Neckar. Le forze di Brooks comprendevano i carri armati della 10th Armored Division in testa seguiti alle spalle dalla fanteria della 63rd e 100th Infantry Division, con la 103rd Infantry Division in riserva nelle retrovie. Prima che i francesi prendessero Stoccarda, le forze di Brooks dovevano aggirare la città da est e bloccare le principali strade carreggiabili che portavano fuori dalla Foresta Nera, in modo da impedire il ripiegamento dei reparti tedeschi dall'alto corso del Reno; i reparti aviotrasportati della 13th Airborne Division si sarebbero quindi paracadutati nei pressi di un campo di volo a sud di Stoccarda, fungendo da ulteriore forza di blocco mentre i francesi rastrellavano la sacca così creata. Oltre che impedire la fuga dei tedeschi, comunque, la decisione di Devers di piazzare forze statunitensi a est e sud di Stoccarda prima che i francesi prendessero la città nasceva anche dalla necessità di assicurare agli statunitensi per primi il controllo di Hechingen, posta a circa 60 chilometri a sud-ovest di Stoccarda: come segnalato dagli specialisti dell'operazione Alsos, la città nascondeva un centro di ricerca del programma nucleare militare tedesco e gli statunitensi volevano assicurarsi che scienziati e apparecchiature non cadessero in mano ai francesi.

### Tedeschi
Dal lato tedesco, l'estremo settore meridionale del fronte occidentale era responsabilità della 19. Armee del generale Erich Brandenberger, parte del più ampio Heeresgruppe G. Evacuata dalla sacca di Colmar nel febbraio 1945, l'armata era stata da allora dispiegata in posizione difensiva statica sul Reno senza essere coinvolta in altre ampie operazioni belliche: il suo organico era stato fondamentalmente privato di buona parte dei reparti ancora bellicamente efficienti, spediti a rinforzare altre armate lungo il cedevole fronte tedesco, e i ranghi erano stati riempiti da reclute appena addestrate, unità delle guardie di frontiera e miliziani della Volkssturm. Benché nominalmente l'armata schierasse nell'aprile 1945 nove divisioni di fanteria raggruppate in tre comandi di corpo d'armata, nessuna di queste unità poteva considerarsi come a pieno organico: in effetti, l'intera armata annoverava al momento dell'attacco francese circa 44000 uomini (l'equivalente di sole quattro divisioni di fanteria in tempo di pace), con 80 cannoni anticarro e 16 cacciacarri.
Originariamente l'armata disponeva di due comandi di corpo d'armata, ciascuno con assegnate tre divisioni di fanteria: il LXIV. Armeekorps del generale Maximilian Grimmeiß teneva il fronte lungo il Reno a nord, da Karslruhe a Offenburg, mentre il XVIII. SS-Armeekorps del SS-Obergruppenführer Georg Keppler teneva il fronte a sud da Offenburg al confine con la neutrale Svizzera. Dopo lo sfondamento lungo il Reno dei reparti franco-statunitensi, il LXXX. Armeekorps del generale Franz Beyer fu trasferito in forza alla 19. Armee dai ranghi della confinante 1. Armee per stabilire un fronte difensivo a nord di Stoccarda lungo il corso del fiume Neckar, sul fianco destro del LXIV. Armeekorps.

## La campagna

### Manovre di apertura

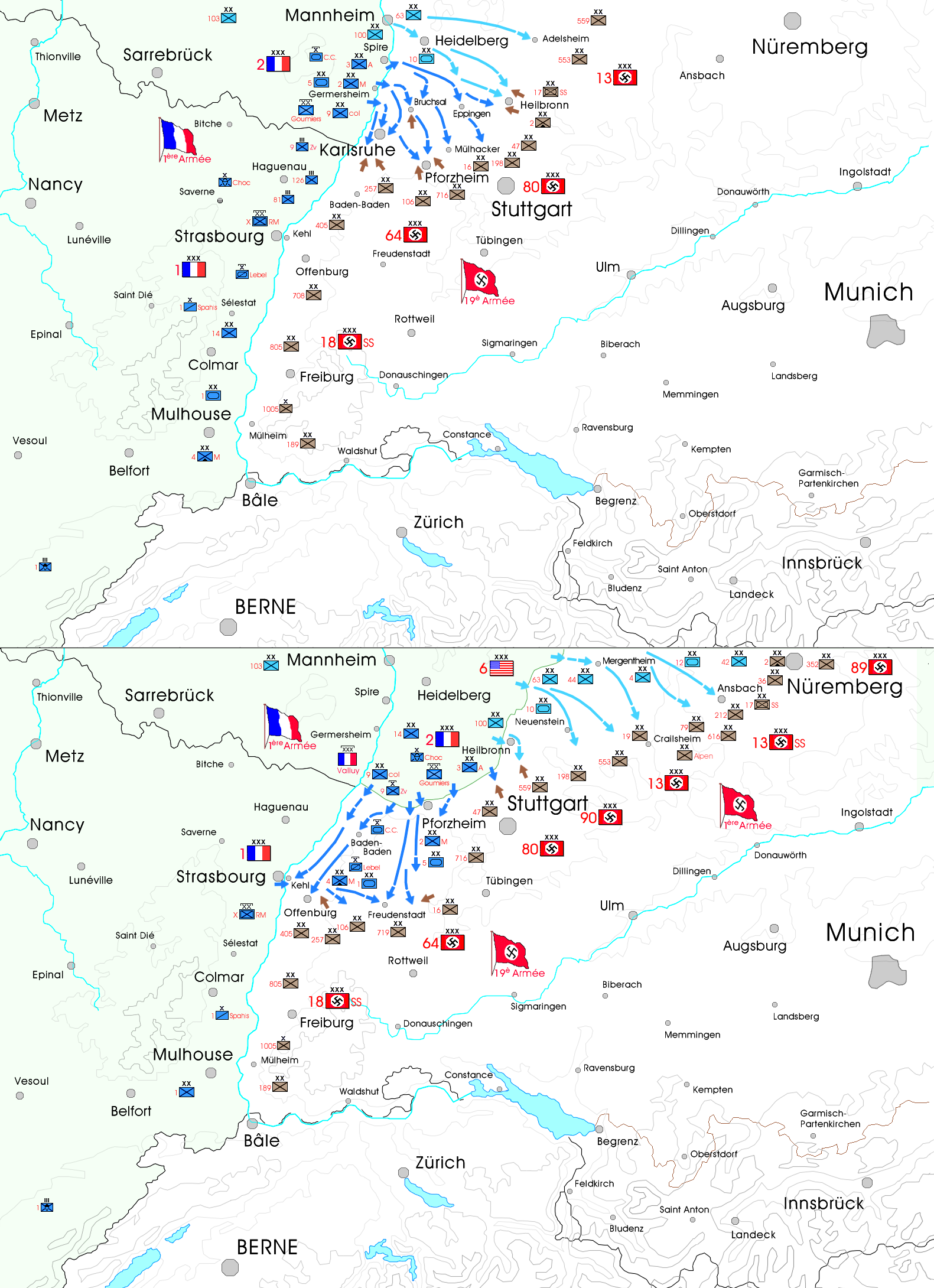
Carta delle operazioni degli Alleati nella Germania sud-occidentale tra il 31 marzo e il 19 aprile: in blu le unità e i movimenti dei francesi, in azzurro degli statunitensi e in marrone dei tedeschi

Assicuratisi il controllo di Karlsruhe, i reparti del 2e corps d'armée furono divisi in due raggruppamenti principali dislocati a oriente e occidente del massiccio della Foresta Nera. Il primo gruppo di forze, sotto il comando diretto di de Monsabert, doveva avanzare in direzione sud verso la valle del fiume Enz, occupandola per tutta la sua lunghezza da Neuenbürg a Besigheim dove l'Enz si getta nel corso del Neckar, ed estendendo ulteriormente il suo fronte verso ovest lungo il Neckar fino alla cittadina di Lauffen, dieci chilometri a sud di Heilbronn; le forze di de Monsabert comprendevano la 3e DIA e la 2e DIM, rinforzate ciascuna da un combat command tratto dai ranghi della 5e DB. Il secondo gruppo di forze, agli ordini del generale Jean Étienne Valluy, doveva procedere a occidente del massiccio della Foresta Nera fino alla strada principale che collegava Baden-Baden a Neuenbürg passando per Bad Herrenalb, sgombrando dalle forze tedesche la riva orientale del Reno e liberando un punto di attraversamento nei dintorni di Kehl in modo che il 1re corps d'armée potesse passare facilmente il fiume; le unità agli ordini di Valluy comprendevano la sua 9e DIC, un combat command proveniente dai ranghi della 1re DB e alcune unità di riserva.
Le unità di de Monsabert si mossero a partire dalla zona di Eppingen la mattina del 5 aprile. Con in testa i carri della 5e DB, una colonna della 3e DIA sulla sinistra raggiunse il Neckar a Klingenberg già il primo giorno infrangendo la debole resistenza della 198. e della 559. Infanterie-Division tedesche; l'unità proseguì verso sud-est e il 6 aprile prese Brackenheim, accerchiando i reparti tedeschi schierati nella regione collinare dello Heuchelberg. Una seconda colonna della 3e DIA mosse all'attacco del massiccio collinare dello Stromberg, sfondò le difese della 47. Volksgrenadier-Division a Sachsenheim e si ricongiunse l'8 aprile alla prima colonna, che risalendo il corso dello Enz aveva raggiunto e preso Besigheim: circa 2200 tedeschi caddero prigionieri dei reparti francesi, la 47. Volksgrenadier-Division fu ricacciata in disordine a sud dello Enz e la 559. Infanterie-Division ripiegò dietro il Neckar, mentre la 198. Infanterie-Division fu praticamente messa fuori combattimento. Più a ovest, nel frattempo, la 2e DIM fu inizialmente trattenuta a Bretten dalla dura resistenza opposta dalla 16. Volksgrenadier-Division, ma il 6 aprile riuscì ad aggirare l'ostacolo e a portare a fondo la sua avanzata raggiungendo, il 7 aprile, lo Enz a Mühlacker dove fu catturato un importante impianto di trasmissioni radio tedesco. Altre unità della divisione marocchina stavano nel mentre dirigendo su Pforzheim, difesa con ostinazione dalla appena sopraggiunta 716. Volksgrenadier-Division: ridotta in rovina dai continui bombardamenti, la città cadde infine in mano alla 2e DIM l'8 aprile al termine di pesanti combattimenti.
Sul fianco occidentale le unità agli ordini del generale Vaully mossero il 5 aprile da Karlsruhe verso sud, ma incontrarono subito una pesante resistenza mentre tentavano di avanzare lungo la sponda orientale del Reno e sulle prime creste settentrionali della Foresta Nera, dove i tedeschi potevano contare sulla protezione dei bunker della Linea Sigfrido: per l'8 aprile, dopo una serie di attacchi e contrattacchi con la 106. Infanterie-Division e la 257. Volksgrenadier-Division tedesche, le unità della 9e DIC avevano compiuto solo una modesta avanzata in direzione della valle del fiume Alb, un affluente del Reno, spingendosi sino a Ettlingen e Pfaffenrot ma fallendo nel raggiungere i loro obiettivi finali, le città di Rastatt e Baden-Baden. Le difficoltà dell'ala occidentale del 2e corps d'armée erano speculari a quelle del VI Corps statunitense, schierato a oriente dei francesi: il 4 aprile le unità statunitensi assaltarono Heilbronn, ma la città era stata trasformata in una piazzaforte dalla 1. Armee tedesca e la battaglia per il suo possesso si trascinò fino al 12 aprile con pesanti combattimenti urbani, impedendo al VI Corps di portare avanti la pianificata manovra di aggiramento di Stoccarda da est. Questo spinse de Tassigny a riorientare il peso dell'offensiva del 2e corp d'armée più verso il centro: prendendo il nodo stradale di Freudenstadt, nell'interno della Foresta Nera, le unità francesi potevano non solo aggirare sul fianco destro le difese tedesche che sbarravano il passo verso Baden-Baden, ma anche porsi in una buona posizione per aggirare Stoccarda da ovest nonché proseguire l'avanzata ulteriormente verso sud in direzione di Costanza e dell'alto corso del Danubio.

### De Tassigny cambia i piani

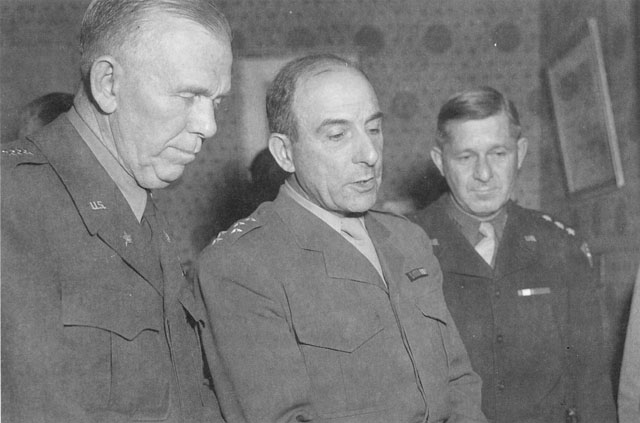
Jean de Lattre de Tassigny in mezzo tra i generali statunitensi George Marshall (a sinistra) e Jacob Devers (a destra) in una foto del novembre 1944

Mentre la 3e DIA consolidava il fronte lungo lo Enz, il 9 aprile la 2e DIM attaccò sulla destra in direzione di Neuenbürg, presa il 10 aprile con i suoi ponti sull'Enz dopo una dura resistenza da parte dell'ala destra della 257. Volksgrenadier-Division; questo consentì a un combat command della 5e DB di spingersi in avanti superando gli sbarramenti allestiti dai tedeschi attraverso le tortuose strade di montagna della zona, raggiungendo la sera del 10 aprile Bad Herrenalb dove si ricongiunse al fianco sinistro della 9e DIC di Vaully. Mentre la 2e DIM apliava ulteriormente il suo attacco verso sud inoltrandosi nella Foresta Nera, la 9e DIC riprese la sua avanzata inviando unità a infiltrarsi sulle montagne a est di Rastatt, obbligando i tedeschi a ritirarsi dalla piana lungo la sponda del Reno per evitare di essere accerchiati; Rastatt, difesa con ostinazione dalla 106. Infanterie-Division, fu quindi assaltata dalla 9e DIC la mattina del 12 aprile, e cadde completamente in mano ai francesi il giorno seguente. Tre colonne della 9e DIC si spinsero quindi su Baden-Baden da nord, ovest ed est, raggiungendo i primi sobborghi nel pomeriggio del 13 aprile e prendendo la città quella sera stessa; nel frattempo, lungo la sponda del Reno una colonna di carri e fanteria motorizzata francese irruppe attraverso le difese tedesche a Bühl e compì un'avanzata di 25 chilometri verso sud. La mattina del 15 aprile le avanguardie della 9e DIC catturarono la cittadina di Kehl lungo la sponda del Reno, dove si incontrarono con alcune unità francesi che avevano passato il fiume provenendo dalla dirimpettaia Strasburgo; quello stesso pomeriggio i francesi si spinsero ulteriormente verso sud catturando Offenburg, Achern e Meißenheim. L'evento fu salutato da manifestazioni di gioia a Strasburgo visto che segnò la fine dei frequenti bombardamenti d'artiglieria tedeschi provenienti dall'altra sponda del Reno, cui la città era stata sottoposta fin dalla sua liberazione da parte degli Alleati il 23 novembre 1944.
L'occupazione di Kehl consentì l'avvio, il 16 aprile, del traghettamento sulla sponda orientale del Reno dei primi reparti del 1re corps d'armée del generale Béthouart. Per quella data, il VI Corps di Brooks si era ripreso dai duri combattimenti sostenuti a Heilbronn e aveva ridiretto la sua asse di avanzata verso sud in modo da aggirare Stoccarda da est e chiudere ai tedeschi le vie di fuga dalla Foresta Nera; questo spinse Devers a riconfermare le sue direttive originarie, secondo le quali i francesi dovevano attendere il completamento della manovra di Brooks prima di lanciare l'offensiva su Stoccarda e ripulire il resto della Foresta Nera dai reparti tedeschi finiti accerchiati. De Tassigny tuttavia era ora riluttante a seguire le istruzioni originali di Devers: le prime unità statunitensi si trovavano ancora a 30-40 chilometri di distanza da Stoccarda, quando le avanguardie del 2e corps d'armée era a soli 15 chilometri dalla città. Ancora più importante, le punte avanzate del 1er e del 2e corps d'armée erano a pochi chilometri dal ricongiungersi nei pressi del nodo stradale di Freudenstadt, da dove avrebbero potuto spaziare tanto in direzione di Stoccarda quanto delle zone a est della Foresta Nera; fermare l'avanzata dei reparti francesi per attendere che gli statunitensi si piazzassero a est di Stoccarda, secondo de Tassigny, avrebbe finito con il dare ai tedeschi il tempo di evacuare le loro truppe tanto dalla città che dalla parte meridionale della Foresta Nera, vanificando la manovra di accerchiamento degli Alleati. Ignorando le direttive di Devers, il 17 aprile il comandante della 1re armée diede le disposizioni per lanciare una manovra di doppio accerchiamento: partendo dall'area di Freudenstadt, il 2e corps di de Monsabert doveva lanciarsi in avanti verso est e accerchiare Stoccarda da sud; contemporaneamente, il 1re corps di Béthouart doveva muovere da Freudenstadt verso sud-est in direzione dell'alto corso del Danubio, isolando tutta la parte meridionale della Foresta Nera e le truppe tedesche che ancora la difendevano.
Dopo un giorno di pausa per riorganizzarsi, il 17 aprile le avanguardie del 1re corps lanciarono una decisa spinta da Offenburg in direzione est alla volta di Oberkirch, seguendo la principale arteria stradale che attraversava la Foresta Nera da ovest a est diretta a Freudenstadt. Contemporaneamente, la 2e DIM stava continuando ad avanzare sulla città dalla zona di Neuenbürg a nord divisa in due colonne, ciascuna supportata da un combat command della 5e DB: muovendo su un difficile terreno montuoso e fronteggiando la violenta resistenza della 257. Volksgrenadier-Division, il 15 aprile la colonna occidentale prese Besenfeld, l'ultima importante giunzione stradale tra Neuenbürg e Freudenstadt; contemporaneamente, la colonna orientale prese Igelsloch dove i francesi respinsero un violento contrattacco della 716. Volksgrenadier-Division, inviata dalla zona di Pforzheim a tamponare la falla e prestare aiuto alla 257. Volksgrenadier-Division. Le unità della 2e DIM lanciarono quindi un'avanzata lungo tutto il fronte alla volta di Freudenstadt, muovendo anche di notte lungo le strade di montagna della zona: il 17 aprile la colonna occidentale raggiunse Horb e la catturò con il suo ponte sul Neckar intatto, mentre la colonna orientale entrava nella stessa Freudenstadt piegando la resistenza delle ultime retroguardie tedesche; pattuglie da ricognizione furono quindi inviate a ovest verso Oberkirch per collegarsi alle avanguardie del 1re corps.

### L'accerchiamento di Stoccarda

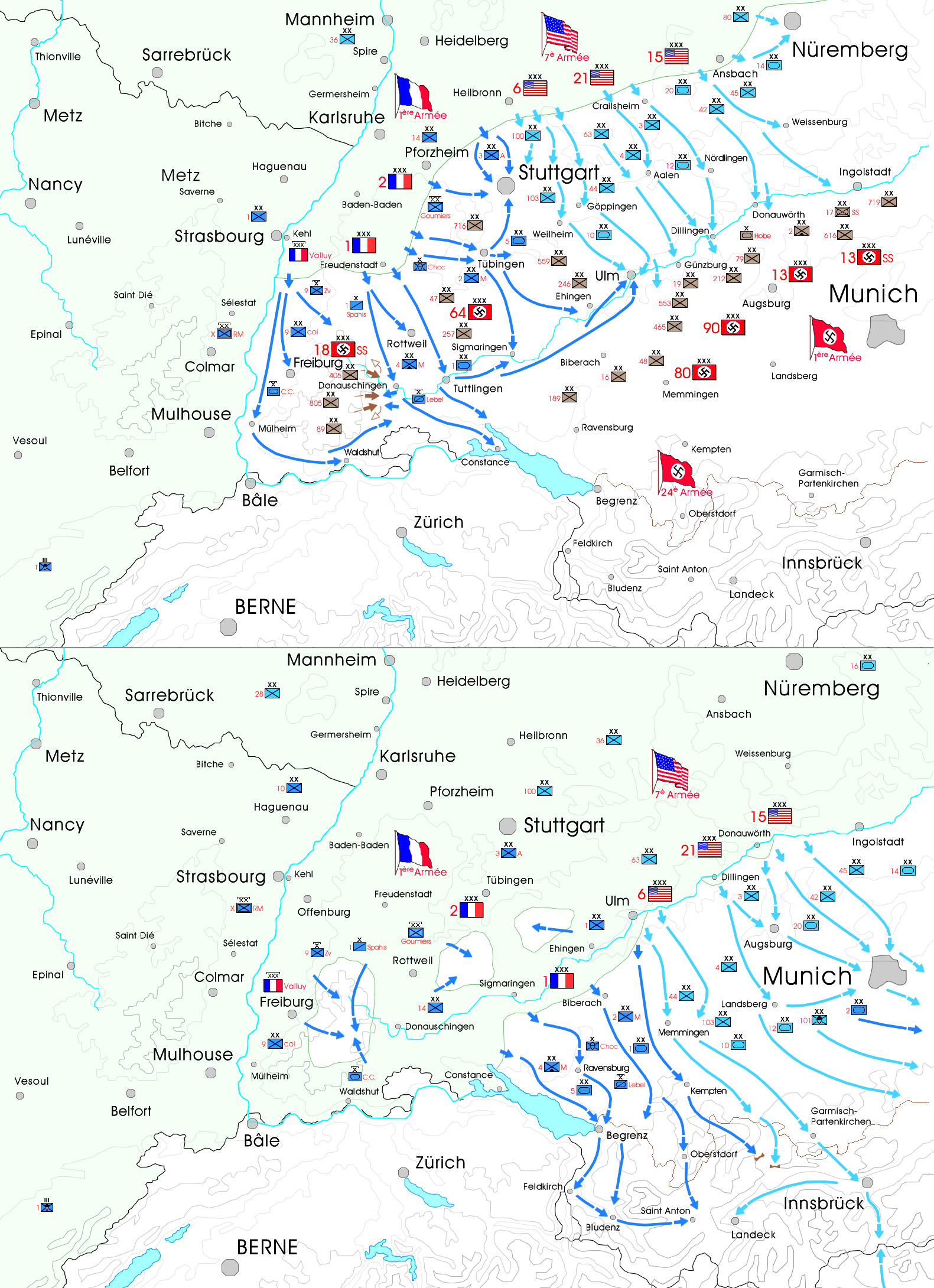
Carta delle operazioni degli Alleati nella Germania sud-occidentale tra il 20 aprile e il 7 maggio: in blu le unità e i movimenti dei francesi, in azzurro degli statunitensi e in marrone dei tedeschi

Per il 18 aprile le unità della 1re armée erano pronte a dare attuazione al loro piano di doppio accerchiamento delle forze nemiche nella Germania meridionale. L'eliminazione del XVIII. SS-Armeekorps nel sud della Foresta Nera sarebbe stata eseguita dal 1re corps d'armée di Béthouart con un doppio avvolgimento da ovest e da est: sul fianco occidentale la 9e DIC, passata sotto il controllo del 1re corps e rinforzata da un combat command della 1re DB, avrebbe proseguito la spinta verso sud lungo la sponda orientale del Reno in direzione di Friburgo e del confine con la Svizzera, mentre sul fianco orientale la 4e DMM, i restanti due combat command della 1re DB e unità di cavalleria corazzata avrebbero mosso dalla zona di Freudenstadt verso sud-est alla volta di Rottweil e Villingen sull'alto corso del Danubio, per poi passare il fiume e convergere in direzione della Svizzera; la riunione delle due branche della tenaglia sarebbe quindi dovuta avvenire lungo il confine svizzero-tedesco tra Basilea e Sciaffusa. Contemporaneamente, il 2e corps d'armée di de Monsabert doveva inviare la 5e DB e la 2e DIM dalla zona di Freudenstadt verso est in direzione di Tubinga e Reutlingen muovendo su entrambi i lati della valle del Neckar, in modo da avviluppare Stoccarda e le forze che la difendevano da sud. La 3e DIA, rinforzata da gruppi di goumier e unità francesi addizionali, avrebbe quindi ripreso la spinta offensiva verso sud a partire dalla testa di ponte stabilita sull'Enz a Pforzheim, muovendo su Weil der Stadt e prendendo infine la stessa Stoccarda; la 14e DI, portata avanti dalle riserve e passata sotto il controllo del 2e corps d'armée, avrebbe collaborato al rastrellamento dei reparti tedeschi lasciati indietro. Presa Stoccarda, le unità di de Monsabert dovevano poi proseguire l'avanzata verso sud-est alla volta dei passi montani delle Alpi sveve e del corso del Danubio.
L'avanzata della 5e DB iniziò in maniera fulminea il 18 aprile: con un combat command su ciascuna riva del Neckar, la divisione colpì in maniera inaspettate le fragili difese tedesche, superò uno sbarramento organizzato dalla 257. Volksgrenadier-Division a Rottenburg e a sera fece il suo ingresso a Tubinga, sorprendendo la guarnigione locale che non ebbe nemmeno il tempo di far saltare il ponte cittadino sul Neckar. Il giorno successivo la divisione proseguì ulteriormente la sua avanzata verso est, prendendo Gomaringen e arrivando nel pomeriggio a Reutlingen: solo qui i francesi trovarono un efficace sbarramento tedesco rappresentato da un kampfgruppe organizzato con reparti di varia provenienza, e Reutlingen cadde in mano alla 5e DB solo il 21 aprile dopo due giorni di feroci combattimenti casa per casa. Nel mentre la 2e DIM seguiva l'avanzata dei reparti corazzati proteggendo i fianchi del corridoio da essi aperto: il 19 aprile il fianco settentrionale della divisione dovette affrontare a Gültlingen un violento contrattacco sferrato dalla 716. Volksgrenadier-Division, che fu respinto quella sera stessa. I tedeschi rinnovarono l'azione la mattina del 20 aprile, attaccando con la 716. Volksgrenadier-Division e alcuni elementi della sopraggiunta 16. Volksgrenadier-Division tra Herrenberg e Kuppingen nel tentativo di tagliare la principale via di avanzata utilizzata dai francesi: questo portò a combattimenti molto pesanti proseguiti fino al 21 aprile, quando i tedeschi furono respinti verso nord dai reparti marocchini.

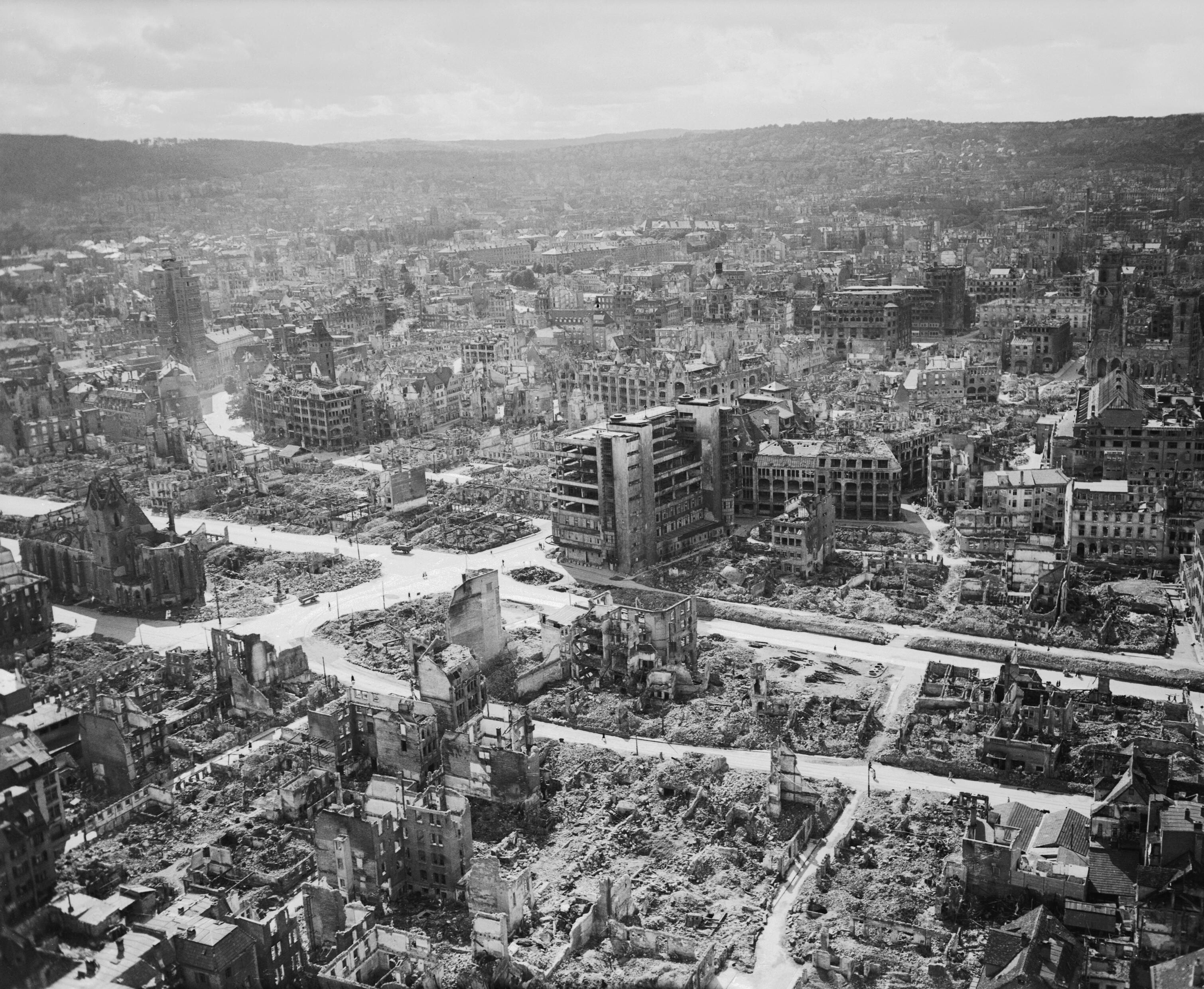
Veduta aerea di Stoccarda nel 1945 al termine della battaglia; la città subì grossissimi danni a causa dei bombardamenti aerei strategici degli Alleati

Fatto avanzare un terzo combat command dalle retrovie, la 5e DB stava nel frattempo continuando la sua spinta verso est, raggiungendo la sera del 20 aprile Waldenbuch e Neckarhausen; questa minacciosa avanzata spinse infine il comando del LXIV. Armeekorps a ordinare una ritirata generale dall'area di Stoccarda in direzione dei rilievi delle Alpi sveve, ma per i tedeschi era ormai troppo tardi. Quello stesso 20 aprile la 3e DIA sferrò il suo attacco frontale in direzione sud-est da Pforzheim, inviando due gruppi di goumier in direzione di Weil der Stadt e due reggimenti di tirailleurs algériens verso Leonberg; il LXIV. Armeekorps finì tagliato in due, in parte chiuso in una piccola sacca a sud di Weil der Stadt stretta tra i goumier a nord e i reparti della 2e DIM a sud, e in parte intrappolato nella stessa Stoccarda, assaltata da nord e ovest dalla 3e DIA e da sud dalla 5e DB. La mattina del 21 aprile due combatt command della 5e DB emersero dai boschi attorno a Waldenbuch e iniziarono una carica in direzione nord verso Stoccarda: superata la resistenza dei tedeschi asserragliati nei villaggi vicini, i primi reparti francesi fecero il loro ingresso nei sobborghi della città quello stesso pomeriggio. Con una popolazione di 800000 abitanti nel periodo prebellico ma ridotta praticamente in macerie dalle periodiche campagne di bombardamento strategico portate avanti dagli Alleati negli anni precedenti, Stoccarda cadde in mano ai francesi con solo una debole resistenza; migliaia di lavoratori stranieri impiegati come schiavi nelle fabbriche cittadine, come pure 20000 francesi tra deportati civili e prigionieri di guerra della campagna del 1940, accolsero festanti i primi reparti della 5e DB entrati in città. I tirailleurs algériens in arrivo da ovest incontrarono una dura sacca di resistenza tedesca a Leonberg, ma la aggirarono muovendo attraverso i boschi e raggiunsero Stoccarda la sera del 21 aprile; altri reparti francesi della 3e DIA in arrivo a Stoccarda da nord respinsero un violento contrattacco tedesco a Ditzingen, dopo di che avanzarono su Feuerbach quel pomeriggio e si ricollegarono alla 5e DB a Cannstatt.
L'ultima via di fuga dei tedeschi stava nel frattempo venendo chiusa dal VI Corps statunitense. Dopo aver impiegato tre giorni a superare i campi minati e i blocchi stradali allestiti dai tedeschi nella regione collinare del Löwensteiner Berge a sud-est di Heilbronn e aver preso Schwäbisch Hall, il 19 aprile i carri della 10th Armored Division irruppero infine sul terreno aperto e iniziarono ad avanzare con velocità per avvolgere l'area di Stoccarda da est, seguiti alle spalle dalla fanteria della 44th Infantry Division; il 20 aprile, dopo un'avanzata di cinquanta chilometri solo debolmente contrastata, la 10th Armored Division raggiunse Kirchheim am Ries tagliando l'autostrada che collegava Stoccarda a Ulma. Per quella data Devers aveva ormai dovuto accettare come un fatto compiuto il cambiamento dei piani imposto da de Tassigny; l'operazione aviotrasportata della 13th Airborne Division a sud di Stoccarda fu cancellata visto che ormai i francesi avevano occupato la prevista zona di lancio, ma gli statunitensi riuscirono comunque ad assicurarsi il controllo del centro di ricerca nucleare di Hechingen prima dei francesi: aggirando Stoccarda da nord-ovest, una colonna motorizzata di genieri statunitensi e specialisti dell'operazione Alsos passò attraverso le retrovie francesi a Freudenstadt con un pretesto, superò la prima linea e raggiunse il 22 aprile Hechingen da ovest, catturando in città un considerevole numero di scienziati nucleari tedeschi e portando via ogni materiale utile trovato. Sospinto indietro dall'avanzata del VI Corps, il 20 aprile il corpo centrale del LXXX. Armeekorps del generale Breyer riuscì a fuggire verso sud ripiegando verso la protezione offerta dal corso del Danubio; intrappolato dalle forze francesi, il LXIV. Armeekorps del generale Grimmeiß non fu in grado di fare altrettanto. Il 21 aprile i reparti della 2e DIM si ricongiunsero ai goumier aggregati alla 3e DIA a Deufringen e Dagersheim, liquidando per il giorno successivo la sacca tedesca creatasi a sud di Weil der Stadt: i francesi raccolsero circa 7000 prigionieri, mentre la 16. e la 716. Volksgrenadier-Division cessarono praticamente di esistere. Le unità del LXIV. Armeekorps si frazionarono in kampfgruppe e tentarono di filtrare attraverso lo schieramento della 5e DB a sud-est di Stoccarda, portando a duri scontri il 21 aprile a Weil im Schönbuch e Filderstadt proseguiti fino al 25 aprile: parte della 47. Volksgrenadier-Division riuscì a rompere l'accerchiamento e fuggire, ma i tedeschi lasciarono più di 11000 prigionieri e buona parte dei loro veicoli in mano ai francesi.

### L'accerchiamento della Foresta Nera
Il posizionamento del 1er corps a Freudenstadt fu rallentato dal prolungarsi dei lavori per l'allestimento di un ponte tra Strasburgo e Kehl nonché per il ripristino delle strade che collegavano Kehl a Freudenstadt, ma il 19 aprile le prime unità di Béthouart diedero il via al loro attacco verso sud-est: con i marocchini dalla 4e DMM a seguire, due combat command della 1re DB e un gruppo di cavalleria corazzata guidarono l'avanzata iniziale. Quella sera l'avanzata francese raggiunse Empfingen e Loßburg dopo una marcia di otto chilometri, duramente contrastata da un kampfgruppe composto dai resti della 106. Infanterie-Division e alcuni reparti terrestri della Luftwaffe; rotta questa crosta di resistenza iniziale la marcia della 1re DB prese velocità, e il 20 aprile i carri francesi compirono un'avanzata di trenta chilometri arrivando quella sera a Villingen-Schwenningen, Deißlingen e Rottweil. La resistenza tedesca era ormai in completo disfacimento, e la mattina del 21 aprile i primi carri della 1re DB raggiunsero il Danubio a Müllheim e Tuttlingen, passarono il fiume e stabilirono una testa ponte sulla sponda meridionale estesa fino a Neuhausen ob Eck e Stockach, otto chilometri più a sud; contemporaneamente, un gruppo di cavalleria corazzata aggregato alla divisione prese Donaueschingen più a ovest e attraversò il Danubio su un ponte catturato intatto. L'avanzata era stata così rapida che vari gruppi di soldati tedeschi, ignari della posizione delle forze francesi, finirono con l'impattare con le retrovie della 1re DB mentre tentavano di ripiegare verso est; con l'arrivo in posizione della fanteria della 4e DMM il 22 aprile il corridoio creato dalla 1re DB si consolidò, decretando l'accerchiamento del XVIII. SS-Armeekorps tedesco.
Lungo la sponda del Reno, anche la 9e DIC si era messa in marcia verso sud la mattina del 18 aprile. Supportata dai carri di un combat command della 1re DB, già il primo giorno la divisione riuscì ad aprire a Lahr una breccia nel fronte tenuto dalla 805. Volksgrenadier-Division, ed entro il 19 aprile aveva catturato la piana a nord di Friburgo raggiungendo Rheinhausen e Kenzingen; più a sud tuttavia il terreno saliva di quota e il 20 aprile l'avanzata francese segnò il passo. Il 21 aprile elementi della 9e DIC riuscirono infine ad aggirare da ovest il massiccio collinare del Kaiserstuhl e a raggiungere Wolfenweiler, tagliando la via di ritirata verso sud per i reparti tedeschi a Friburgo; la città fu presa quella sera praticamente senza scontri. Superata Friburgo l'avanzata francese procedette speditamente, in pratica contrastata solo dal fuoco dell'artiglieria tedesca che tentava di consumare tutte le sue scorte di munizioni prima di ritirarsi: il 22 aprile i carri della 1re DB avanzarono di venticinque chilometri raggiungendo Neuenburg am Rhein e Müllheim e, dopo una pausa per riorganizzarsi, il 24 aprile coprirono gli ultimi chilometri prima del confine svizzero-tedesco, raggiunto nel pomeriggio all'altezza di Lörrach. Sul lato orientale dell'accerchiamento della Foresta Nera la cavalleria corazzata francese, in marcia da Donaueschingen, incontrò una serie di difficoltà nel coprire gli ultimi chilometri prima del confine con la Svizzera a causa della presenza nella zona di estese fortificazioni di frontiera, ancora presidiate da reparti tedeschi: dopo aver aperto una breccia nella zona di Bräunlingen, il 23 aprile i francesi riuscirono infine a raggiungere il confine nelle vicinanze di Epfenhofen. Le unità francesi si spinsero quindi verso sud-ovest lungo le rive del Lago di Costanza, catturando Radolfzell am Bodensee (sede di una scuola ufficiali delle SS) e raggiungendo il 26 aprile la stessa Costanza, proclamata "città aperta" e piena di migliaia di feriti e ammalati; tra questi ultimi furono trovati e fatti prigionieri nove generali tedeschi, tra cui il comandante del LXIV. Armeekorps, Grimmeiß, fuggito dalla zona di Stoccarda.
Il comandante dell'ormai completamente accerchiato XVIII. SS-Armeekorps, Keppler, riorganizzò le sue forze in tre colonne e, nella notte tra il 24 e il 25 aprile, tentò di sfondare le linee della 4e DMM a sud di Villingen per fuggire verso ovest: alcuni avamposti francesi vennero travolti, ma le piazzeforti allestite a Bad Dürrheim e nei villaggi a sud di Donaueschingen tennero duro e fecero da argine, consentendo alle riserve della 4e DMM e a due combat command della 5e DB appena trasferiti dall'area di Stoccarda di accorrere nei punti sotto attacco e di ristabilire la situazione nel pomeriggio del 25 aprile. I tedeschi rinnovarono il tentativo di sfondamento la notte tra il 25 e il 26 aprile, attaccando sia a meridione di Donaueschingen che più a sud a Randen e Zollhaus vicino al confine con la Svizzera, ma vennero fermati dai reparti della 4e DMM. I francesi proseguirono quindi il loro contrattacco la mattina del 26 aprile, ributtando indietro i tedeschi: un contingente della 719. Volksgrenadier-Division era riuscito a penetrare le linee nemiche e a spingersi fino a Immendingen su Danubio, ma fu qui attaccato da un combat command della 5e DB e preso in gran parte prigioniero; sul lato occidentale dell'accerchiamento, la 9e DIC stava incalzando i tedeschi spingendo su Sankt Georgen e Bonndorf, mentre l'aggregato combat command della 1re DB contornava il confine con la Svizzera più a sud superando Waldshut. La notte tra il 26 e il 27 aprile i tedeschi fecero un ultimo tentativo di sfondamento attaccando nuovamente tra Zollhaus e Randen: quest'ultimo villaggio fu catturato ma la mattina del 27 aprile un reparto di cavalleria corazzata marocchina lo riconquistò, inseguendo poi i pochi tedeschi sfuggiti all'accerchiamento. Per il 27 aprile il XVIII. SS-Armeekorps aveva praticamente cessato di esistere come forza di combattimento coesa: i combat command della 1re DB e della 5e DB si ricongiunsero nel pomeriggio a Engen e Aach chiudendo anche l'ultima via di fuga in direzione del confine svizzero, mentre gruppi di sbandati tedeschi iniziavano ad arrendersi in massa ai reparti della 9e DIC e della 4e DMM entrati nei boschi della Foresta Nera. Per il 28 aprile la sacca era completamente collassata e gli ultimi reparti tedeschi avevano deposto le armi; il comandante del XVIII. SS-Armeekorps Keppler riuscì a sfuggire all'accerchiamento con un piccolo gruppo, ma si arrese poi ai reparti statunitensi in Baviera più avanti.

## Conseguenze

Le zone di occupazione degli Alleati in Germania, come concordate negli accordi finali del giugno 1945; in blu le zone spettanti alla Francia

Le operazioni della 1re armée francese a est del Reno nell'aprile 1945 fruttarono la cattura di 110000 prigionieri di guerra tedeschi, in pratica distruggendo completamente il corpo centrale della 19. Armee; solo nella zona di Stoccarda i francesi presero 28000 prigionieri al prezzo di 175 morti e 510 feriti. La continuazione di questa vittoriosa campagna, tuttavia, fu foriera di nuovi attriti tra francesi e statunitensi.
Nel ridisegnare le zone operative spettanti alla 1re armée e alla Seventh Army dopo il cambio di piani imposto da de Tassigny il 17 aprile, Devers pose l'accento sul fatto che i francesi si concentrassero completamente nell'eliminare le ultime sacche tedesche a Stoccarda e nella Foresta Nera, senza estendere le loro operazioni a oriente del Lago di Costanza; solo una volta che queste sacche di resistenza fossero state eliminate sarebbe stato concesso alla 1re armée un corridoio verso sud-est diretto in Tirolo, in modo che anche ai francesi fosse data l'opportunità di partecipare alla liberazione dell'Austria. De Tassigny, tuttavia, stava già da tempo puntando ad altri obiettivi a est lungo il Danubio, situati ben oltre la zona di sua competenza; due, in particolare, attiravano l'attenzione del francese per via del loro significato simbolico: Sigmaringen, dove i tedeschi avevano trasferito nel settembre 1944 quanto restava del collaborazionista "governo di Vichy", e Ulma, teatro nel 1805 di una prestigiosa vittoria di Napoleone Bonaparte. Un nuovo aggiustamento delle zone operative disposto da Devers il 20 aprile lasciò Sigmaringen ai francesi, ma l'occupazione di Ulma fu assegnata alla 44th Division statunitense; questo mentre già il 15 aprile precedente de Tassigny aveva ordinato ai suoi subordinati di avanzare con velocità sulla città e di conquistarla entro il 25 aprile. La mossa su Ulma fu poi giustificata dal francese con l'intenzione di rastrellare i reparti tedeschi sfuggiti all'accerchiamento nella Foresta Nera in modo che non potessero rifugiarsi sulle Alpi, nonché di garantirsi un accesso più ampio all'Austria; queste furono viste dagli statunitensi come razionalizzazioni formulate a posteriori, visto che la 10th Armored Division stava già chiudendo le vie di fuga dei tedeschi verso est e che era già nei piani di Devers assicurare un corridoio verso l'Austria per le forze francesi.
La mattina del 22 aprile due combat command della 1re DB si misero in marcia verso est dalla zona di Tuttlingen, muovendo su entrambe le sponde del Danubio; i primi reparti francesi fecero il loro ingresso a Sigmaringen quello stesso mezzogiorno anche se troppo tardi per catturare i due personaggi più in vista del governo di Vichy, Philippe Pétain e Pierre Laval. I carri francesi proseguirono quindi la loro marcia lungo il Danubio alla volta di Ulma, entrando risolutamente nella zona assegnata alla Seventh Army; non informate della manovra, la mattina del 23 aprile le avanguardie della 10th Armored Division, arrivate il giorno prima a sud del Danubio a Ehingen, evitarono di poco un incidente di fuoco amico con i francesi. Informato dello scampato scontro fratricida, Devers inviò immediatamente un ufficiale di collegamento al quartier generale della 1re armée per ordinare ai francesi di ritirarsi; de Tassigny ignorò la richiesta e l'avanzata su Ulma proseguì. I primi corazzati francesi raggiunsero i sobborghi di Ulma al tramonto del 23 aprile, anticipando di poche ore le avanguardie della 44th Infantry Division che fecero la loro comparsa la mattina del giorno seguente; francesi e statunitensi attaccarono quindi insieme la città, caduta in mano loro la sera del 24 aprile. Alzata simbolicamente la bandiera francese su Ulma, de Tassigny ordinò quindi ai reparti della 1re DB di rientrare nella zona assegnata alla 1re armée.
La corsa francese su Ulma non fece che peggiorare i rapporti tra Deveres e de Tassigny. Contrariato per aver dovuto accettare come un fatto compiuto la manovra di de Tassigny su Stoccarda, che secondo lui aveva generato una sacca più piccola di quella prevista nel piano originario consentendo così a un più ampio numero di tedeschi di evadere la cattura, Devers fu ulteriormente disturbato dalle notizie che arrivavano dalla città dopo la sua cattura da parte dei francesi: secondo i piani la rete stradale di Stoccarda doveva essere ceduta alla Seventh Army per le sue esigenze logistiche, ma questo non era avvenuto anche perché la città era invasa da folle senza controllo di lavoratori stranieri ed ex prigionieri di guerra liberati dalla cattività tedesca; giunsero anche numerose voci circa la commissione di saccheggi da parte delle truppe francesi e di un esagerato numero di stupri commessi ai danni delle donne della città. Il 22 aprile Devers ordinò formalmente al comando francese di sgombrare Stoccarda entro il giorno seguente e di cederla ai reparti della Seventh Army, cosa che de Tassigny visse come un affronto personale; da Parigi, de Gaulle appoggiò immediatamente il comandante della 1re armée, ordinandogli di tenere una guarnigione a Stoccarda, di insediare in città un governo militare e di mettere bene in chiaro che i francesi avrebbero amministrato direttamente tutto il territorio tedesco da loro occupato, fino a che i governi alleati non avessero definito con precisione i confini della zona di occupazione spettante alla Francia in Germania. De Tassigny riferì le istruzioni del suo governo a Devers, pur premurandosi di specificare che Stoccarda era aperta al traffico dei veicoli della Seventh Army; Devers interpretò il gesto come una palese insubordinazione di un suo sottoposto, riferì della cosa al Comandante supremo delle forze alleate generale Dwight D. Eisenhower, e ordinò alla 100th Infantry Division statunitense di marciare su Stoccarda.
I reparti statunitensi raggiunsero Stoccarda il 26 aprile; il locale comandante francese li accolse amichevolmente, ma rifiutò di abbandonare la città con le sue truppe. Lo stesso Devers si recò a Stoccarda il 27 aprile per ispezionare la situazione in città, in una visita che contribuì a rasserenare gli animi: Devers accertò con i suoi occhi che la città era in effetti troppo danneggiata per fungere da funzionale nodo logistico per la Seventh Army, e che i casi di stupro attribuiti ai francesi erano stati largamente sovrastimati; lo statunitense decise quindi di riaggiustare nuovamente i confini tra le zone operative della 1re armée e della Seventh Army, lasciando Stoccarda nella zona francese. La "crisi di Stoccarda" risalì comunque i più alti livelli della catena di comando alleata: Eisenhower scrisse a de Gaulle, accettando lo stato di fatto ma solo perché nessuno sforzo doveva essere dirottato dal proposito finale di sconfiggere la Germania, ma rimarcò anche che gli ordini dati a de Tassigny violavano l'accordo in base al quale i francesi avrebbero ricevuto armi ed equipaggiamenti statunitensi in cambio della loro subordinazione alle direttive strategiche del Combined Chiefs of Staff anglo-statunitense; de Gaulle replicò attribuendo la situazione al mancato accordo tra i governi alleati circa la definizione delle zone di occupazione della Germania, e rispose piccato che i francesi stavano già ripagando con il loro servizio al fronte le cessioni di armamenti fatte dagli statunitensi. La questione generò anche uno scambio di lettere tra il presidente statunitense Harry Truman e de Gaulle, ma si risolse solo il 22 giugno 1945 quando, dopo lunghi negoziati, francesi, britannici e statunitensi definirono il modo permanente i confini delle loro zone di occupazione: i francesi acconsentirono a ritirarsi a sud del tracciato dell'autostrada Karslruhe - Monaco di Baviera, lasciando sia Karlsruhe che Stoccarda agli statunitensi; in cambio, ai francesi furono date zone più ampie nella Saarland e nel Palatinato da aggiungere alle zone del Baden e del Württemberg rimaste in loro possesso.

### Annotazioni
1. ↑  Originariamente composta da truppe reclutate nelle colonie subsahariane della Francia, pur continuando a mantenere la designazione di "divisione coloniale" nel novembre 1944 fu interamente ricostruita con reparti di origine francese composti da ex membri della resistenza, ritenuti più adatti alle condizioni climatiche dell'Europa continentale.
2. ↑  Le divisioni corazzate statunitensi della seconda guerra mondiale erano organizzate internamente in tre combat commad, unità composite di carri armati, fanteria meccanizzata e artiglieria semovente delle dimensioni approssimative di una brigata; le divisioni corazzate francesi del 1944-1945, equipaggiate e addestrate dagli statunitensi, erano organizzate nella medesima maniera.
3. ↑  Pétain si consegnò alle autorità svizzere a Vallorbe il 24 aprile; rientrato spontaneamente in Francia il 26 aprile, fu processato nell'agosto 1945 e condannato a morte, pena subito commutata in ergastolo. Laval riuscì a fuggire in Spagna nel maggio 1945, ma su pressione delle autorità francesi venne arrestato ed estradato nel luglio seguente; processato e condannato a morte, venne fucilato il 15 ottobre 1945.
4. ↑  A fronte di voci circa la commissione di 50000 stupri sulle donne della città da parte dei soldati francesi, furono 2000 i casi di violenza sessuale effettivamente accertati, in parte commessi anche dai lavoratori stranieri e dagli stessi tedeschi.

### Fonti
1. 1 2 3 4 5  MacDonald, pp. 321-322.
2. ↑  Willis, pp. 11-12.
3. ↑  de Tassigny, pp. 419-421.
4. ↑  MacDonald, pp. 407-408.
5. ↑  de Tassigny, pp. 420-437.
6. ↑  (EN) Bill Stone, Free French Divisions, su books.stonebooks.com. URL consultato il 13 settembre 2023.
7. ↑  (FR) Grandes unités composant la 1ère Armée française, su rhin-et-danube.fr. URL consultato il 13 settembre 2023.
8. ↑  de Tassigny, p. 421.
9. ↑  (FR) Ordre de bataille de la Première Armée Française, su rhin-et-danube.fr. URL consultato il 13 settembre 2023.
10. 1 2  MacDonald, p. 427.
11. 1 2  (DE) 19. Armee, su lexikon-der-wehrmacht.de. URL consultato il 13 settembre 2023.
12. ↑  de Tassigny, pp. 439-440.
13. ↑  de Tassigny, pp. 440-443.
14. ↑  de Tassigny, pp. 443-446.
15. ↑  de Tassigny, pp. 446-452.
16. ↑  MacDonald, pp. 427-428.
17. ↑  de Tassigny, pp. 458-459.
18. ↑  de Tassigny, pp. 453-457.
19. ↑  de Tassigny, pp. 459-460.
20. ↑  de Tassigny, pp. 460-463.
21. ↑  de Tassigny, pp. 463-465.
22. ↑  MacDonald, pp. 429-430.
23. ↑  de Tassigny, pp. 465-466.
24. ↑  de Tassigny, pp. 467-472.
25. ↑  de Tassigny, pp. 472-477, 481.
26. ↑  de Tassigny, pp. 477-481.
27. ↑  de Tassigny, p. 481.
28. ↑  MacDonald, p. 429.
29. ↑  MacDonald, pp. 430-431.
30. ↑  de Tassigny, pp. 482-483.
31. ↑  MacDonald, pp. 431-432.
32. ↑  de Tassigny, pp. 484-486.
33. 1 2  MacDonald, pp. 432-433.
34. ↑  Willis, pp. 13-15.